# Mari Rabie
Mari Rabie née le 10 septembre 1984 au Cap en Afrique du Sud est une triathlète professionnelle, multiple championne d'Afrique de triathlon et vainqueur sur Ironman 70.3. 

## Biographie
Mari Rabie participe aux Jeux du Commonwealth de 2006 et aux Jeux olympiques d'été de 2008 à Pékin. Elle finit à la 43e place après avoir eu des problèmes mécaniques sur la partie vélo et vit cette épreuve comme une grande déception. Blessée en 2010, elle ne prend plus part à des compétitions internationales et se consacre à ses études. Entre deux sessions d'études, elle s'engage sur les championnats du monde de Xterra où elle finit à la 3e place en 2012. Lors de la finale à Maui sur l’île d'Hawaï. Elle remporte en 2014 le titre de championne d'Afrique de triathlon et ne prend que la seconde place de cette compétition en 2015, derrière sa compatriote Gillian Sanders.

## Palmarès
Le tableau présente les résultats les plus significatifs (podium) obtenus sur le circuit international de triathlon depuis 2005,.
| Année | Compétition                                 | Pays           | Position           | Temps           |
| ----- | ------------------------------------------- | -------------- | ------------------ | --------------- |
| 2016  | Championnats d'Afrique                      | Afrique du Sud | Médaille d'or      | 2 h 15 min 3 s  |
| 2015  | Championnats d'Afrique                      | Égypte         | Médaille d'argent  | 2 h 8 min 24 s  |
| 2015  | Coupe d'Asie - l'étape de Hong-Kong         | Hong Kong      | Médaille d'or      | 1 h 3 min 41 s  |
| 2015  | Coupe d'Afrique - l'étape d'Agadir          | Maroc          | Médaille d'or      | 2 h 10 min 51 s |
| 2014  | Championnats d'Afrique                      | Zimbabwe       | Médaille de bronze | 2 h 21 min 38 s |
| 2012  | Championnat du monde Xterra - Maui          | États-Unis     | Médaille de bronze | 3 h 11 min 32 s |
| 2010  | Championnats d'Afrique                      | Afrique du Sud | Médaille d'argent  | 2 h 13 min 47 s |
| 2010  | Ironman 70.3 Afrique du Sud                 | Afrique du Sud | Médaille d'or      | 4 h 35 min 54 s |
| 2010  | Xterra Afrique du Sud                       | Afrique du Sud | Médaille d'or      | 2 h 47 min 17 s |
| 2009  | Coupe d'Afrique - l'étape de Port Elizabeth | Maurice        | Médaille d'or      | 2 h 12 min 23 s |
| 2008  | Championnats d'Afrique                      | Tunisie        | Médaille d'or      | 2 h 4 min 0 s   |
| 2007  | Championnats d'Afrique                      | Maurice        | Médaille d'argent  | 2 h 6 min 39 s  |
| 2006  | Coupe d'Afrique - l'étape de Richards Bay   | Afrique du Sud | Médaille d'or      | 2 h 21 min 18 s |
| 2005  | Championnats d'Afrique                      | Afrique du Sud | Médaille d'or      | 2 h 10 min 44 s |